# FC Burgsolms
Der FC 1920 Burgsolms e. V. ist ein Fußballverein aus Burgsolms in Hessen. Die erfolgreichste Zeit hatte der Verein in der Saison 1962/63, als er in der Oberliga Hessen spielte.

## Verein
Der Verein hat etwa 800 Mitglieder, davon rund 180 Jugendliche. Die 1. Mannschaft spielt derzeit in der Verbandsliga Mitte. Die 2. Mannschaft spielt in der Kreisoberliga, die 3. Mannschaft spielt in der Kreisliga B. Weiterhin nimmt noch eine Altherren-Mannschaft und insgesamt 21 Jugendmannschaften am Spielbetrieb teil.

## Stadion
Die Spielstätte des Vereins ist das ca. 5.000 Zuschauer fassende Erich-Mohr-Stadion. Die Umbenennung des ehemaligen Stadion Bergstrasse nach dem früheren Bürgermeister der Gemeinde, Erich Mohr, erfolgte im Jahr 2021.

## Bekannte ehemalige Spieler
- Bernd Rupp
- Günter Kolbinger
- Stefan Lottermann
- Harald Karger
- Harry Hartung
- Claus-Peter Zick
- Sascha Lense
- Matthias Hagner
- Dominik Stroh-Engel
- Daniel Vier